# Cory Michael Smith
Cory Michael Smith (14 de noviembre de 1986) es un actor estadounidense conocido principalmente por interpretar al personaje de Edward Nygma en la serie Gotham y su trabajo en la película Carol (película nominada a 6 premios Oscar incluyendo mejor actor) dándole vida a Tommy Tucker.

## Carrera
Cory Michael Smith hizo su debut en Broadway en Breakfast at Tiffany's en 2013. En la misma temporada de teatro, también actuó fuera de Broadway, tanto en el estreno estadounidense de Cock aka The Cockfight Play por Mike Bartlett y The Whale por Samuel D. Hunter. Su primer largometraje fue Camp X-Ray que se estrenó en el festival de Sundance en enero de 2014. También apareció en un cortometraje de terror llamado Dog Food, coprotagonizada por Amanda Seyfried y estrenada en marzo de 2014. Cory Michael Smith también apareció en la miniserie de HBO Olive Kitterdige, la película Carol y la serie de TV Gotham.

## Proyectos

### Filmografía
| Año  | Título       | Rol             | Notas        |
| ---- | ------------ | --------------- | ------------ |
| 2014 | Camp X-Ray   | Pvt. Bergen     |              |
| 2014 | Dog Food     | Declan Moore    | Cortometraje |
| 2015 | Carol        | Tommy Tucker    |              |
| 2017 | Wonderstruck | Walter          |              |
| 2018 | 1985         | Adrian Lester   |              |
| 2018 | First Man    | Roger B Chaffee |              |
| 2022 | Call Jane    | Dean            |              |
| 2023 | May December | Georgie         |              |

### Televisión
| Año       | Título           | Rol                  | Notas                     |
| --------- | ---------------- | -------------------- | ------------------------- |
| 2014      | Olive Kitteridge | Dr. Kevin Coulson    | Episodio: "Incoming Tide" |
| 2014-2019 | Gotham           | Edward Nygma/Riddler | Casting Principal         |
| 2020      | Utopia           | Thomas Christie      | Capítulo 2 en adelante    |

### Teatro
| Año  | Título                              | Rol                |
| ---- | ----------------------------------- | ------------------ |
| 2013 | Bright Star                         | Billy Cane         |
| 2013 | Cock aka The Cockfight Play         | John               |
| 2013 | The Whale                           | Elder Thomas       |
| 2013 | The Shaggs: Philosophy of the World | Kyle               |
| 2013 | Breakfast at Tiffany's              | Fred (El Narrador) |
| 2017 | Assassins                           | Lee Harvey Oswald  |

## Premios y nominaciones
| Año  | Premio                                 | Categoría                                   | Trabajo          | Resultado |       |
| ---- | -------------------------------------- | ------------------------------------------- | ---------------- | --------- | ----- |
| 2015 | Premios de la crítica televisiva       | Best Supporting Actor in a Movie/Miniseries | Olive Kitteridge | Nominado  |       |
| 2017 | Teen Choice Awards                     | Choice TV: Villain                          | Gotham           | Nominado  | [ 1 ] |
| 2018 | Queen Palm International Film Festival | Best Actor in a Feature Film                | 1985             | Ganador   | [ 2 ] |